# Položaj otroka
Položaj otroka (romunsko Poziția copilului) je romunski dramski film iz leta 2013, ki ga je režiral Călin Peter Netzer in zanj tudi napisal scenarij skupaj z Răzvanom Rădulescujem. V glavnih vlogah nastopajo Luminița Gheorghiu, Bogdan Dumitrache in Vlad Ivanov. Zgodba prikazuje obupano mater Cornelio Keneres (Gheorghiu), ki poskuša na vse načine rešiti svojega odraslega sina Barbuja (Dumitrache) pred kazensko odgovornostjo za povzročitev prometne nesreče s smrtnim izidom. Romunski filmski sklad je sprva zavrnil financiranje filma zaradi spornega prikazan madžarske manjšine v Romuniji, toda po posredovanju romunskega ministra za kulturo Hunorja Kelemena so odločitev spremenili.
Film je bil premierno prikazan 11. februarja 2013 na Mednarodnem filmskem festivalu v Berlinu, kjer je osvojil glavno nagrado zlati medved in tudi nagrado Mednarodnega združenja filmskih kritikov, v romunskih kinematografih pa 8. marca. Predvajan je bil tudi Mednarodnem filmskem festivalu v Torontu. Luminița Gheorghiu je bila nominirana za evropsko filmsko nagrado za najboljšo igralko, film pa je osvojil nagrado Telia na Mednarodnem filmskem festivalu v Stockholm. Nominiran je bil tudi za najboljši film na Filmskem festivalu v Sydneyju, osvojil pa nagrado za najboljši film na Filmskem festivalu v Vukovarju. Izbran je bil za romunskega kandidata za oskarja za najboljši tujejezični film na 86. podelitvi oskarjev, toda ni prišel v ožji izbor.

## Vloge
- Luminița Gheorghiu kot Cornelia Keneres
- Vlad Ivanov kot Dinu Laurențiu
- Florin Zamfirescu kot Domnul Făgărășanu
- Bogdan Dumitrache kot Barbu
- Ilinca Goia kot Carmen
- Natașa Raab kot Olga Cerchez
- Adrian Titieni kot oče
- Mimi Brănescu kot policist